# Tarau
Gospa Tarau bila je fidžijska plemkinja i prva supruga velikog poglavice Niumataiwalua.
Tarau i njen suprug dobili su kćer Sivoki te sinove Uluilakebu I. i Rasola.

## Podrijetlo
Prema predaji, Tarau je bila dijete velikog poglavice vulkanskoga otoka Totoye, kao i iznimno lijepa žena. Međutim, predaja kaže da je Tarau bila posvojeno dijete.